# 人見剛 (法学者)
人見 剛（ひとみ たけし、1959年（昭和34年）12月23日 - ）は、日本の法学者。早稲田大学大学院法務研究科教授。専門は行政法及び地方自治法。元民主主義科学者協会法律部会理事。東京都出身。
　

## 略歴
略歴は以下のとおり。

### 学歴
- 1982年3月 - 早稲田大学法学部卒業
- 1984年3月 - 旧・東京都立大学大学院社会科学研究科修士課程修了(基礎法学専攻)
- 1986年3月 - 東京都立大学大学院社会科学研究科博士課程中退
- 1995年4月 - 博士（法学）（早稲田大学）（学位論文「近代法治国家の行政法学―ヴァルター・イェリネック行政法学の研究」）

### 職歴
- 1986年 - 東京都立大学法学部助手
- 1989年 - 東京都立大学法学部助教授
- 1999年 - 東京都立大学法学部教授
- 2005年 - 北海道大学大学院法学研究科教授
- 2010年 - 立教大学法務研究科教授
- 現在 早稲田大学 大学院法務研究科教授

## 著作

### 単著
- 『近代法治国家の行政法学―ヴァルター・イェリネック行政法学の研究』（成文堂，1996年）
- 『分権改革と自治体法理』（敬文堂，2005年）

### 共著
- （稲葉馨・村上裕章・前田雅子）『行政法』（有斐閣LEGAL QUESTシリーズ，初版・2007年、第2版・2010年）
- （高木光・高橋滋）『行政法事例演習教材』（有斐閣，初版・2009年、第2版・2012年）
- （須藤陽子）『ホーンブック 地方自治法』（北樹出版，2010年）
- （岡村周一）『世界の公私協働―制度と理論』（日本評論社，2012年）

### 共編
- （辻山幸宣）『協働型の制度づくりと政策形成』（ぎょうせい，2001年）